# Anopheles paraliae
Anopheles paraliae är en tvåvingeart som beskrevs av Sandosham 1959. Anopheles paraliae ingår i släktet Anopheles och familjen stickmyggor. Inga underarter finns listade i Catalogue of Life.